# سامي إحسان
سامي إحسان (1937 - 8 سبتمبر 2012)، ملحن سعودي راحل، كان عضواً مؤسساً في جمعية الثقافة والفنون السعودية.

## حياته
ولد في مدينة جدة، حصل على الشهادة المتوسطة، برزت موهبته الموسيقية أثناء عمله في السفارة السعودية في دمشق فالتحق بالمعهد العربي للتمثيل والموسيقى.
عمل في بريد جدة، ثم انتقل للعمل في وزارة الخارجية في جدة، ومنها إلى دمشق للعمل في السفارة السعودية فكان مسؤولا عن قسم الرعايا في القنصلية السعودية. نُقل إلى وزارة الإعلام بناء على طلبه فعمل مهندس صوت، وتلقى الدروس الموسيقية على يد الموسيقي السوري مهران.
في السبعينيات ترشح لرئاسة القسم الموسيقي في فرع جمعية الثقافة والفنون في جدة، واستمر في منصبه حتى عام 1410هـ ليتفرغ للقسم الموسيقي في الإذاعة والتلفزيون ولأعماله الخاصة.

## ألحانه
قدم أول ألحانه مع محمد عبده في أغنية سهر عام 1969م ومع عدد من الفنانين مثل؛  طلال مداح وعلي عبد الكريم ومحمد عمر وعبد المجيد عبد الله وعبد الله رشاد وآخرهم عباس إبراهيم وإبراهيم الحكمي مع الشاعر محمد بن عبد الله الفيصل آل سعود والملحن الأمير بندر بن فهد.

### محمد عبده
- أنت محبوبي لإبراهيم خفاجي
- مالي ومال الناس لإبراهيم خفاجي
- سهر لبدر بن عبد المحسن بن عبد العزيز آل سعود
- ثوب الفرح لبدر بن عبد المحسن بن عبد العزيز آل سعود

### طلال مداح
- مرت
- تعالي نقسم الشكوى
- وادعيني
- تقابلنا
- الشوفه معزوزه
- خذيت القلم
- يا ساهر الليل
- طال السكوت بيننا
- مر الزمان
- في عيونها شيء
- قلت ذا برق
- جمعتنا الظروف
- اشتكيتك للقمر

### عبد الكريم عبد القادر
- العراف
- الحيرة

### سمية قيصر
- طير شلوى

### وردة الجزائرية
- بسمة قدر 1981 من أشعار الأمير بدر بن فهد
- موكب الصبر كلمات بندر بن فيصل

### سميرة سعيد
- آسفه
- القدر جابك
- أنت وأنا
- فرحة الأيام
- ولعتني يا هوى
- عريسنا مبروك
- يا مغالط المعقول - يا مغير كلمات ناصر بن جريد

### أصالة نصري
- توأم الروح

### عبادي الجوهر
- ليتكم معنا
- ليلة عمر
- عندي القمر
- معاك حق
- ناعم ياندى

### محمد عمر
- قلنا نعم
- منصور راح الليل
- الله الله يالدنيا
- قلبي انا تحول

### عبد الله رشاد
- الليل أبو الأسرار

### عبد المجيد عبد الله
- سيد أهلي.
- الصبر مفتاح الفرج كلمات إبراهيم خفاجي.
- ميلاد حبي.
- عمري ما أقولك ليه.
- لا تكثر اللوم.
- بارق الثغر كلمات إبراهيم خفاجي.
- إيش علينا من كلمات طلال سريحاني.
- شفتك وفي عيونك حزن من كلمات محمد الفيصل.
- الصبر مفتاح الفرج
- بارق الثغر من كلمات إبراهيم خفاجي.
- إيش علينا من كلمات طلال سريحاني.
- شفتك وفي عيونك حزن من كلمات محمد الفيصل.
- وسط الزحام.

### عباس إبراهيم
- أنتج وأشرف على ألبوم عباس الأول؛ إسمعوني

## وصلات خارجية
- سامي إحسان.. صانع النجوم ومحطة إطلاق الأصوات الجديدة